# Opisthoporodesmus bacillifer
Opisthoporodesmus bacillifer är en mångfotingart som beskrevs av Carl 1912. Opisthoporodesmus bacillifer ingår i släktet Opisthoporodesmus och familjen Opisotretidae. Inga underarter finns listade i Catalogue of Life.